# حكومة معين عبد الملك الثانية
حكومة معين عبد الملك الثانية كانت حكومة يمنية، بعد إعادة تعيين معين عبد الملك سعيد رئيسا للوزراء في 18 ديسمبر 2020. تتكون بالإضافة إلى رئيس الوزراء من 24 وزيراً. وفي 5 فبراير 2024 أصدر رئيس مجلس القيادة الرئاسي قراراً بتعيين الدكتور أحمد عوض بن مبارك رئيساً للوزراء بدلا من الدكتور معين عبد الملك. في 3 مايو 2025 استقال بن مبارك من رئاسة الوزراء ليخلفه سالم بن بريك في المنصب مع استمرار أعضاء الحكومة في أداء مهامهم وفقاً لقرار تعيينهم.
وضمت الحكومة شخصيات من «المجلس الانتقالي الجنوبي» الذراع السياسية للانفصاليين الجنوبيين، في إطار اتفاق لإنهاء نزاع بين الجيش التابع للحكومة المعترف بها دوليا وقوات تابعة «للمجلس الانتقالي الجنوبي» الذي قاد تمرداً في العاصمة المؤقتة عدن ضد الحكومة اليمنية وقواتها.
ويأتي تشكيل الحكومة بعد توقيع اتفاقا في نوفمبر 2019 في الرياض نص على تقاسم السلطة بين الحكومة والانفصاليين وتشكيل حكومة جديدة. لكن بنوده لم تنفذ وسرعان ما تجاوزتها الأحداث، إلى تشكيل الحكومة.
تم إنشاء منصب جديد باسم «وزير الإعلام والثقافة والسياحة» بدلاً من ثلاثة وزارات كما الحكومات السابقة، وتم دمج وزارة الخارجية مع وزارة شؤون المغتربين باسم «وزارة الخارجية وشؤون المغتربين»، ودمج وزارة الزراعة والري مع وزارة الثروة السمكية باسم «الزراعة والري والثروة السمكية»، ودمج وزارة حقوق الإنسان مع وزارة الشئون القانونية باسم «وزارة الشئون القانونية وحقوق الإنسان»، كما تم دمج وزاة التعليم الفني والتدريب المهني مع وزارة التعليم العالي والبحث العلمي باسم «وزارة التعليم العالي والبحث العلمي والتعليم الفني والتدريب المهني».
فيما تم إلغاء سبعة مناصب وزراء دولة، منها ثلاثة وزاء دولة عامين، وأربعة وزراء دولة كالتالي:
1. وزير الدولة لشؤون مجلسي النواب والشورى.
2. وزير الدولة لشؤون مجلس الوزراء.
3. وزير الدولة لشؤون الحوار الوطني.
4. عضو مجلس الوزراء أمين العاصمة.

## أعضاء المجلس
| الوزارة                        | الوزير |
| ------------------------------ | --- |
| رئيس الوزراء                   | معين عبد الملك سعيد (18 ديسمبر 2020 - 5 فبراير 2024) - أحمد عوض بن مبارك (5 فبراير 2024 - 3 مايو 2025) - سالم صالح سالم بن بريك (5 فبراير 2024 - ) |
| نائب رئيس الوزراء              | غير معروف |
| المالية                        | سالم صالح سالم بن بريك (منذ 19 سبتمبر 2019) |
| الخارجية وشؤون المغتربين       | أحمد عوض بن مبارك (18 ديسمبر 2020- 26 مارس 2024) - شايع محسن الزنداني (26 مارس 2024-)                                                              |
| الدفاع                         | محمد علي المقدشي (7 نوفمبر 2018 - 28 يوليو 2022) - محسن محمد الداعري (منذ 28 يوليو 2022-)                                                          |
| الداخلية                       | ابراهيم حيدان (18 ديسمبر 2020-) |
| الكهرباء والطاقة               | أنور محمد علي كلشات (18 ديسمبر 2020 - 28 يوليو 2022) - مانع يسلم بن يمين (منذ 28 يوليو 2022)                                                       |
| وزير الإعلام والثقافة والسياحة | معمر الإرياني (منذ 18 سبتمبر 2016) |
| النفط                          | عبدالسلام عبدالله سالم باعبود (18 ديسمبر 2020 - 28 يوليو 2022) - سعيد سليمان الشماسي (منذ 28 يوليو 2022-)                                          |
| العدل                          | بدر عبده أحمد العارضه (18 ديسمبر 2020-) |
| التربية والتعليم               | طارق سالم العكبري (18 ديسمبر 2020-) |
| النقل                          | عبدالسلام صالح حميد هادي (18 ديسمبر 2020-) |

| الوزارة                                                     | الوزير                                                                                     |
| ----------------------------------------------------------- | ------------------------------------------------------------------------------------------ |
| الشباب والرياضة                                             | نايف صالح البكري (منذ 14 سبتمبر 2015)                                                      |
| الصناعة التجارة                                             | محمد حزام الأشول (18 ديسمبر 2020-)                                                         |
| الإتصالات                                                   | نجيب منصور حميد العوج (18 ديسمبر 2020-)                                                    |
| الصحة العامة والسكان                                        | قاسم محمد بحيبح (18 ديسمبر 2020-)                                                          |
| الأوقاف                                                     | محمد عيضة شبيبة (18 ديسمبر 2020-)                                                          |
| الشؤون الاجتماعية                                           | محمد سعيد الزعوري (18 ديسمبر 2020-)                                                        |
| الشؤون القانونية وحقوق الإنسان                              | أحمد عمر عرمان (18 ديسمبر 2020-)                                                           |
| الأشغال والطرق                                              | مانع يسلم بن يمين (18 ديسمبر 2020 - 28 يوليو 2022) - سالم محمد الحريزي (منذ 28 يوليو 2022) |
| الزراعة والري والثروة السمكية                               | سالم عبد الله السقطري (18 ديسمبر 2020-)                                                    |
| المياه والبيئة                                              | توفيق عبدالواحد الشرجبي (18 ديسمبر 2020-)                                                  |
| الخدمة المدنية والتأمينات                                   | عبد الناصر أحمد الوالي (18 ديسمبر 2020-)                                                   |
| التخطيط والتعاون الدولي                                     | واعد عبدالله عبدالرزاق باذيب (18 ديسمبر 2020-)                                             |
| الإدارة المحلية                                             | حسين عبد الرحمن الأغبري (18 ديسمبر 2020-)                                                  |
| التعليم العالي والبحث العلمي والتعليم الفني والتدريب المهني | خالد أحمد الوصابي (18 ديسمبر 2020-)                                                        |